# Campeonato Goiano de Futebol de 1977
O Campeonato Goiano de Futebol de 1977 foi a 34º edição da divisão principal do campeonato estadual de Goiás. O campeão foi o Vila Nova que conquistou seu 6º título na história da competição. O Goiânia foi o vice-campeão.

## Participantes
| Equipe    | Cidade    | Em 1976 | Participação | Títulos               |
| --------- | --------- | ------- | ------------ | --------------------- |
| Anapolina | Anápolis  | -       | -            | 0 (não possui)</small |
| Atlético  | Goiânia   | 3º      | 34ª          | 7 ( último em 1970)   |
| Goiânia   | Goiânia   | 2º      | 34ª          | 14 (último em 74)     |
| Goiás     | Goiânia   | 1º      | 34ª          | 5 (Último em 1976)    |
| Goiatuba  | Goiatuba  | -       | -            | 0 (não possui)        |
| Itumbiara | Itumbiara | 4º      | -            | 0 (não possui)        |
| Jataiense | Jataí     | -       | -            | 0 (não possui)        |
| Mineiros  | Mineiros  | -       | -            | 0 (não possui)        |
| Rio Verde | Rio Verde | -       | -            | 0 (não possui)        |
| Vila Nova | Goiânia   | -       | -            | 5 (último em 1973)    |

## Premiação
| Campeonato Goiano de 1977     |
| Goiânia                       |
| ----------------------------- |
| Vila Nova Campeão (6º título) |